# Couvent Sainte-Marie de La Tourette
Pour les articles homonymes, voir La Tourette.
Le couvent Sainte-Marie de La Tourette se situe dans la commune d'Éveux, à environ 25 km au nord-ouest de Lyon, dans le département du Rhône en France.
Construit entre 1953 et 1960, cet édifice de béton est l'une des œuvres significatives de l'architecte Le Corbusier. Le site est inscrit, avec 16 autres œuvres architecturales de Le Corbusier, sur la liste du patrimoine mondial de l'UNESCO en 2016.

## Histoire
Au milieu du XXe siècle, l'Ordre des Prêcheurs disposait d'un centre d’études destiné à la formation des jeunes frères situé à Chambéry. Désireux de se rapprocher de la métropole lyonnaise, le Révérend Père Couturier, du chapitre provincial des dominicains de Lyon, demande dès 1953 à Le Corbusier d'élaborer un projet suivant les préceptes de la communauté. Le nouveau couvent sera alors construit sur le domaine de la Tourette que l'ordre avait acheté le 24 novembre 1943. Ce domaine avait été autrefois une propriété de la famille du botaniste lyonnais Marc Antoine Louis Claret de La Tourrette, et de son frère l'explorateur, puis ministre de la marine Charles Pierre Claret de Fleurieu.
Le Corbusier y met en œuvre, aidé en cela par Fernand Gardien, les cinq points de l'architecture moderne et les proportions du Modulor. Le chantier, débuté en 1956, rencontre des difficultés de financement. 
Après l'installation des frères dans le nouvel édifice en juillet 1959, le couvent est finalement inauguré le 19 octobre 1960, en présence de l'architecte et de l'archevêque de Lyon, le cardinal Gerlier.
Le 27 août 1965, Le Corbusier meurt à Roquebrune-Cap-Martin. Sa dépouille mortelle qui doit être transférée à Paris pour des obsèques nationales, fait une halte le 31, au couvent de La Tourette où elle est veillée par les frères durant une nuit dans l’église conventuelle.
Une semaine plus tard, le 8 septembre 1965, le couvent est inscrit à l’inventaire des monuments historiques.
Après la crise de mai 1968, le couvent d'étude conçu pour 80 étudiants est fermé et l'ordre dominicain songe à le vendre mais une vingtaine de frères s'y opposent, convaincus que l'architecture du lieu incarne bien la quête spirituelle de leur ordre. Le lieu s'ouvre alors comme centre de colloque national et international ou pour les personnes désireuses de faire une retraite spirituelle.
Il fait l’objet d’un classement au titre des monuments historiques depuis le 11 décembre 1979 remplacé par un classement en date du 16 décembre 2011 incluant les dépendances du couvent au titre de la protection. Il est également labellisé « Patrimoine du XXe siècle ».
Grâce à deux mécènes, Spie Batignolles et Velux, le couvent fait l'objet en 2006 de travaux de restauration dans trois des quatre ailes. Après quatre ans de travaux, il rouvre ses portes, en février 2010, aux visiteurs et aux frères. À l'automne 2011, débutent les travaux concernant l'église, la crypte et la sacristie. Ceux-ci prennent fin en avril 2013.
Le site s'est progressivement ouvert à l'hôtellerie, pour tenter d'atteindre un équilibre économique.

## Classement à l'UNESCO
La candidature de plusieurs sites construits par Le Corbusier (dont le couvent) au patrimoine mondial de l'UNESCO a déjà été refusée en 2009 puis en 2011 en raison d'une liste trop longue et l’absence du site de Chandigarh en Inde,. Un nouveau dossier de candidature tenant compte des différentes remarques est déposé fin janvier 2015 et proposé lors de la 40e session du Comité du patrimoine mondial qui se tient à Istanbul (Turquie) du 10 au 17 juillet 2016. L'ensemble est finalement classé le 17 juillet 2016.

## Architecture
L'ensemble conventuel comporte une église, un cloître, une salle de chapitre, des salles de cours, une bibliothèque, un réfectoire, des parloirs, des cuisines et une centaine de cellules individuelles, le tout en béton armé.
La conception est le fruit d'une collaboration étroite de Le Corbusier avec son associé André Wogenscky. Iannis Xenakis, compositeur et architecte, s'est particulièrement impliqué dans la création harmonique des « pans de verre ondulatoires », vitrages verticaux sertis dans des panneaux géométriques (en claustra) de béton qui illuminent certaines parties telles que les galeries du cloître : ces vitrages se veulent l'adaptation de son œuvre Metastasis. 
L'église a été détachée du reste des bâtiments, de façon à pouvoir protéger le couvent des vents du Nord, aérer l'espace et ne pas donner de sensation d'étouffement. On peut noter, devant les fenêtres du couvent aux extrémités des couloirs de distribution, des « fleurs de béton », c'est-à-dire des formations de béton dressées en face des grandes fenêtres des couloirs, comme pour en gâcher la vue. En réalité, Le Corbusier estimait que si une fenêtre donne directement sur un paysage, on finit très vite par l'oublier et ne plus y prêter attention. Le Corbusier a ainsi eu l'idée de ces « fleurs » afin que, pour pouvoir voir le paysage, le passant dans le couloir soit obligé de se pencher à la fenêtre et ainsi fasse plus attention au paysage environnant. Les couloirs sont éclairés par de longues meurtrières horizontales qui donnent sur la cour intérieure et sont accentuées par des « morceaux de sucre » (parallélépipèdes de béton qui font partie de la structure porteuse). Les façades tournées vers la cour intérieure sont constituées de « carrés Mondrian » de béton et de verre.
Les toitures-terrasses forment un cloître de méditation entouré par un mur d'un mètre soixante-dix de haut. Le cloître de circulation adopte une géométrie particulière, en forme de croix désaxée au centre du couvent.
Le principe hors-sol de cette construction sur pilotis qui comporte cinq étages en élévation permet de conjuguer l'organisation horizontale des espaces intérieurs avec la forte déclivité du terrain (cependant que la terre ainsi « libérée » est devenue une friche de terre battue, sans aucune végétation). Le couvent constitue de ce fait l'un des premiers bâtiments français en forme de pyramide renversée.
Le couvent, isolé, s’insère dans le paysage naturel avec une grande expressivité ; on peut en apprécier le contraste depuis le versant opposé de la vallée. Le récent lycée Germaine-Tillion à Sain-Bel, qui a justement été érigé sur la colline en face, a été conçu de façon à rappeler l'architecture du couvent qui lui fait face.
Le Corbusier déclara : « Ce couvent de rude béton est une œuvre d'amour. Il ne se parle pas. C'est de l'intérieur qu'il se vit. C'est à l'intérieur que se passe l'essentiel. »
Réalisée avec une économie drastique, l'église en forme de quadrilatère fait l'objet d'un programme spécifique sur la lumière. Il s'agit d'un lieu plutôt sombre, car éclairé uniquement avec des fentes horizontales murales, l'essentiel de la lumière venant elle de la crypte (sur laquelle donne l'église). Cependant, ces fentes, parées de vitraux, ont été orientées selon la position du soleil et assurent ainsi un éclairage constant de l'intérieur. De plus, le haut du mur de l'église orienté vers l'ouest est troué sur toute sa longueur d'une large fente, qui permet au soleil couchant d'été d'éclairer pleinement l'église et de teindre la moitié du plafond en orange.
La crypte absidiole, adjacente à l'église (l'église domine la crypte comme un balcon) est elle relativement colorée, comparée à la sobriété des autres bâtiments. Son élégante courbure lui donnent le surnom d' "oreille" ou de « piano ». Son éclairage est lui traité au moyen d'un dispositif multiple de puits de lumière, conçus comme des cheminées. Ils sont métaphoriquement appelés « canons à lumière », car ils permettent un excellent éclairage de la crypte. L'église est accolée d'une crypte et d'une sacristie qui forment le transept, lui donnant un plan en croix latine.
Les cellules des frères dominicains (longues de 5,92 m, larges de 1,83 m et de la hauteur de 2,26 m, celle d'un homme le bras levé) sont des volumes simples qui mettent en application l'optimisation d'un espace individuel minimal, adaptant le principe modulaire de Le Corbusier. Disposant d'un lit, d'un espace de toilette, d'un bureau et d'une loggia qui ouvre sur le grand paysage, organisant le repos, l'activité et la méditation.Le réfectoire destiné aux rassemblements nombreux favorise davantage la communication, disposant de larges baies lumineuses intégrant le panorama à l'architecture.
Les toitures-terrasses sont restaurées en 1981.

## Galerie

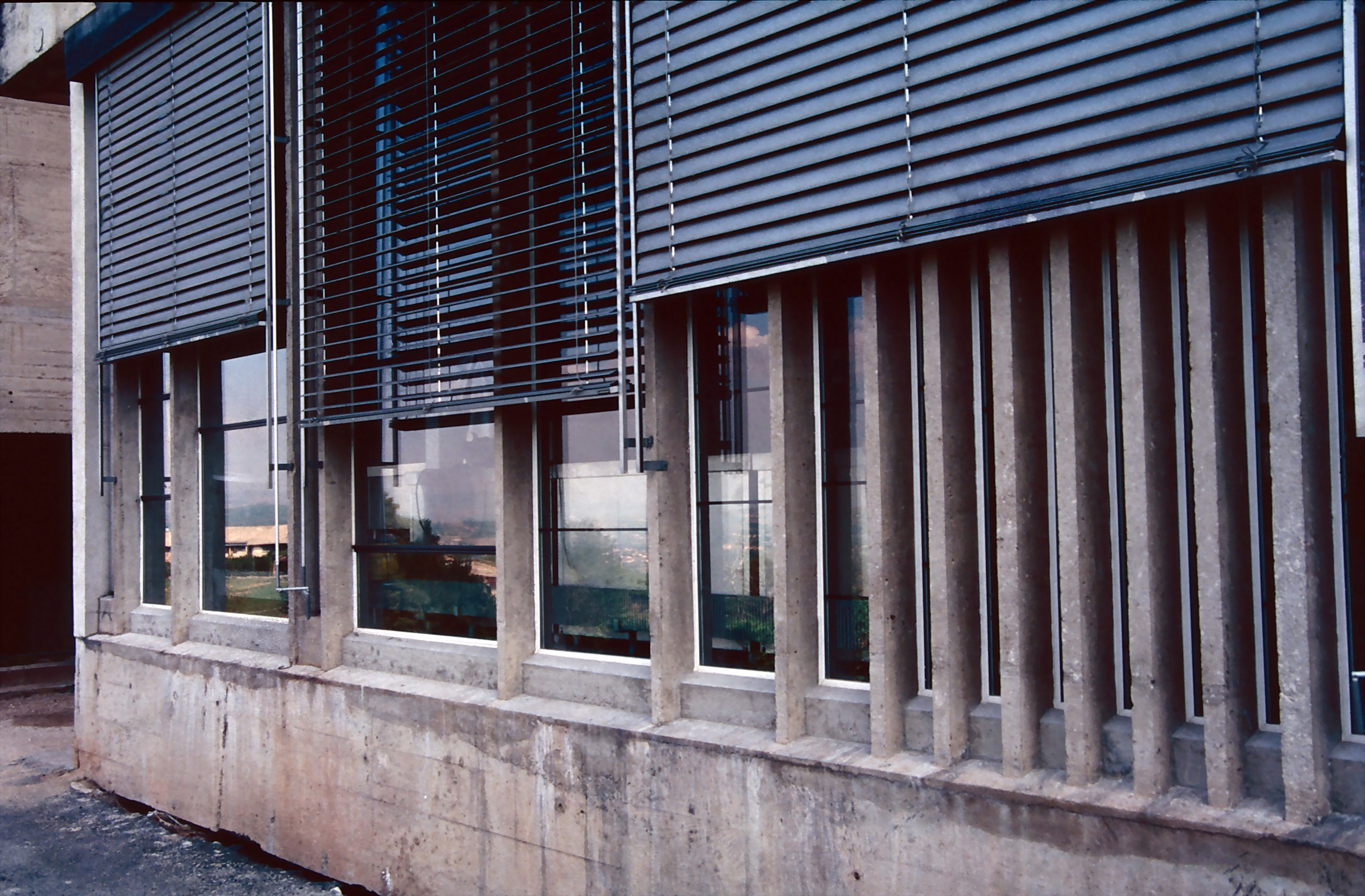
Fenêtre de la cuisine.
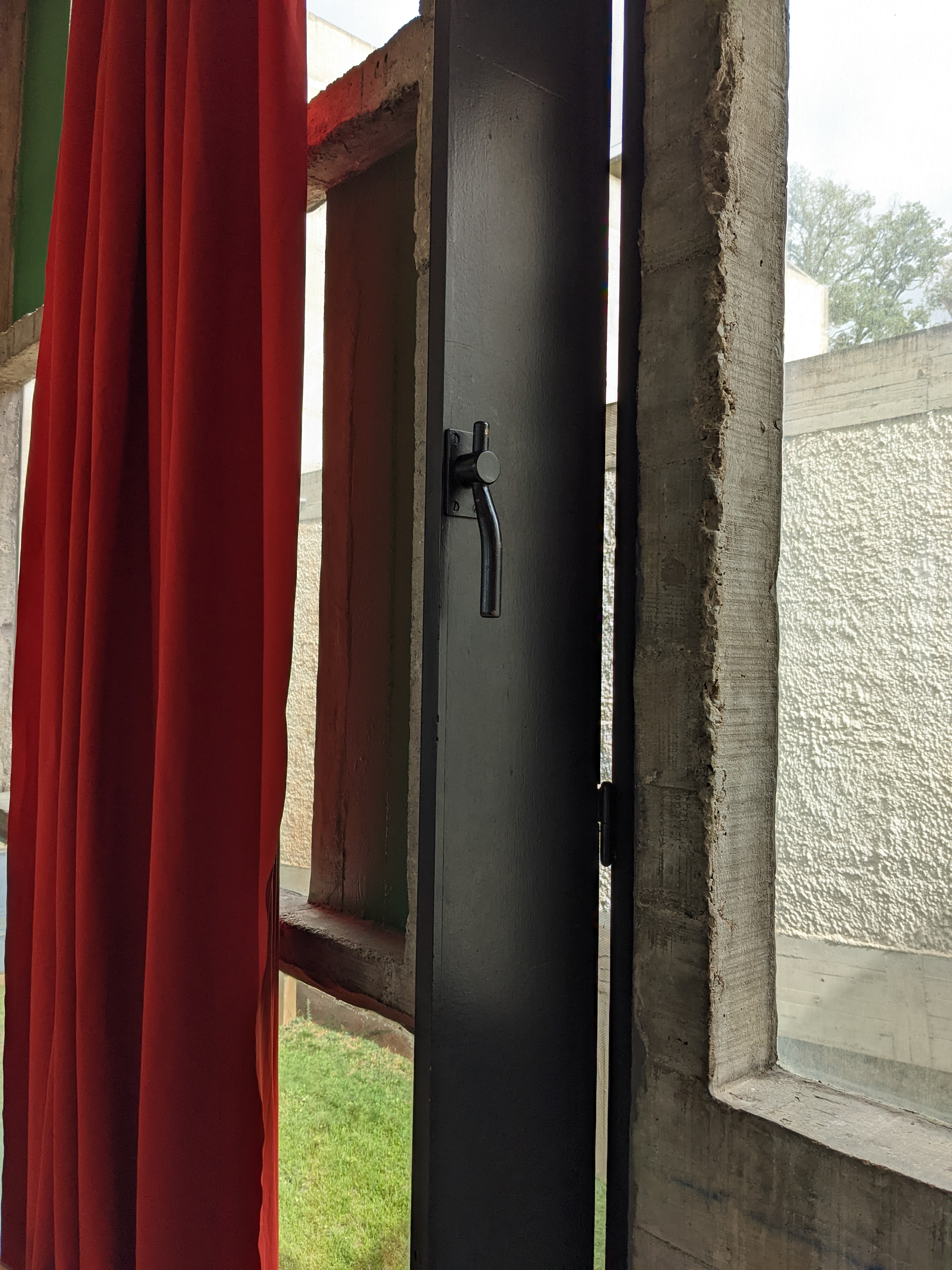
Détail d’une poignée de fenêtre.

## Les activités culturelles et artistiques
Le couvent, toujours occupé par des dominicains de la province de France, est de nos jours accessible au public. Conçu à l'origine comme studium de la province de Lyon, c’est un lieu de formation pour les jeunes entrant dans l'ordre des Prêcheurs pour leurs sept années d'études. Le couvent devient ensuite un centre de colloque et d'études sous l'appellation Centre Thomas More, puis un centre culturel de rencontre jusqu'en 2009. À présent le couvent organise tous les ans un programme culturel « Les Rencontres de La Tourette » ainsi que des expositions d'art contemporain tous les automnes. Malheureusement, ce site n'est absolument accessible aux personnes à mobilité réduite.
- 2009 : François Morellet
- 2010 : Vera Molnar, Stéphane Couturier, Ian Tyson
- 2011 : Alan Charlton
- 2013 : Éric Michel / Anne et Patrick Poirier 2014 : Philippe Favier
- 2015 : Anish Kapoor (dans le cadre de la Biennale d'art contemporain 2015 de Lyon)
- 2016 : Geneviève Asse, Jaromir Novotny, Friederike von Rauch, Michel Verjux
- 2017 : Lee Ufan (dans le cadre de la Biennale d'art contemporain 2017 de Lyon)
- 2018 : Le vitrail contemporain
- 2019 : Anselm Kiefer (dans le cadre de la Biennale d'art contemporain 2019 de Lyon)
- 2022 : Giuseppe Penone
- 2024 : Michel Mouffe (dans le cadre de la Biennale d'art contemporain 2024 de Lyon)